# 박화목
박화목(朴和穆, 필명: 박은종, 1924년 2월 15일 ~ 2005년 7월 9일)은 대한민국의 시인이자 아동문학가로 본명은 화목이고 은종(銀鐘)은 필명이다. 손자로 래퍼 정상수가 있다.
황해도 황주군에서 출생하였으며 만주로 건너가 봉천 신학교를 졸업하였다. 1941년 《아이생활》에 동시 〈피라미드〉와 〈겨울밤〉이 등재되면서부터 문학 활동을 시작하였다. 기독교방송 편성국장·아동문학회 부회장·크리스찬문학회 부회장 등을 지냈다.
2005년 7월 9일 향년 82세를 일기로 사망했다. 시집으로 〈시인과 산양〉 〈주의 곁에서〉 등이 있으며 동화집으로 〈꽃잎파리가 된 나비〉 〈부엉이와 할아버지〉 등이 있다. 또한 가곡 〈보리밭〉, 동요 〈과수원길〉을 작사했다. 